# Promin, Melitopol
Promin (în ucraineană Промінь) este localitatea de reședință a comunei Promin din raionul Melitopol, regiunea Zaporijjea, Ucraina.

## Demografie
Componența lingvistică a localității Promin
     Rusă (87,59%)
     Ucraineană (12,41%)
Conform recensământului din 2001, majoritatea populației localității Promin era vorbitoare de rusă (87,59%), existând în minoritate și vorbitori de ucraineană (12,41%).